# تیوات
شهر تیوات (به روسی: Тиват) در کشور مونته‌نگرو واقع شده‌است. جمعیت این شهر ۹٫۹۵۶ نفر است. در تاریخ سده ۳ (پیش از میلاد) به عنوان شهر شناخته شد.

## نگارخانه

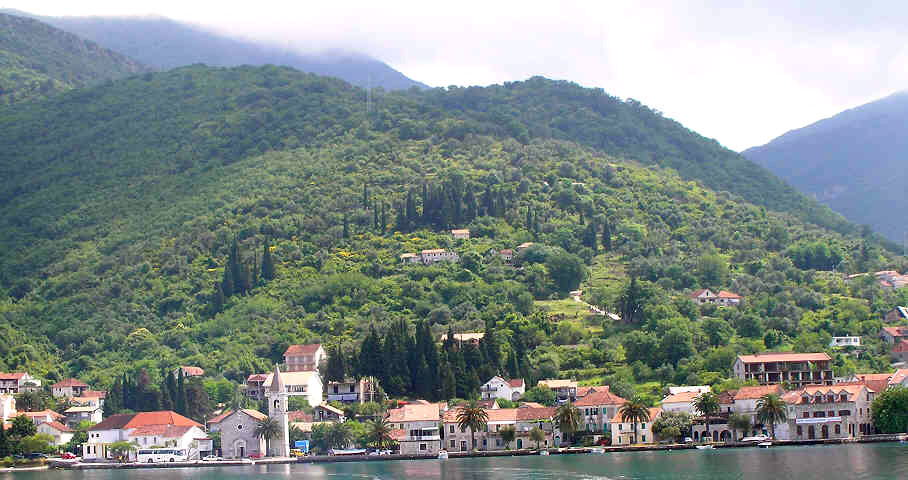
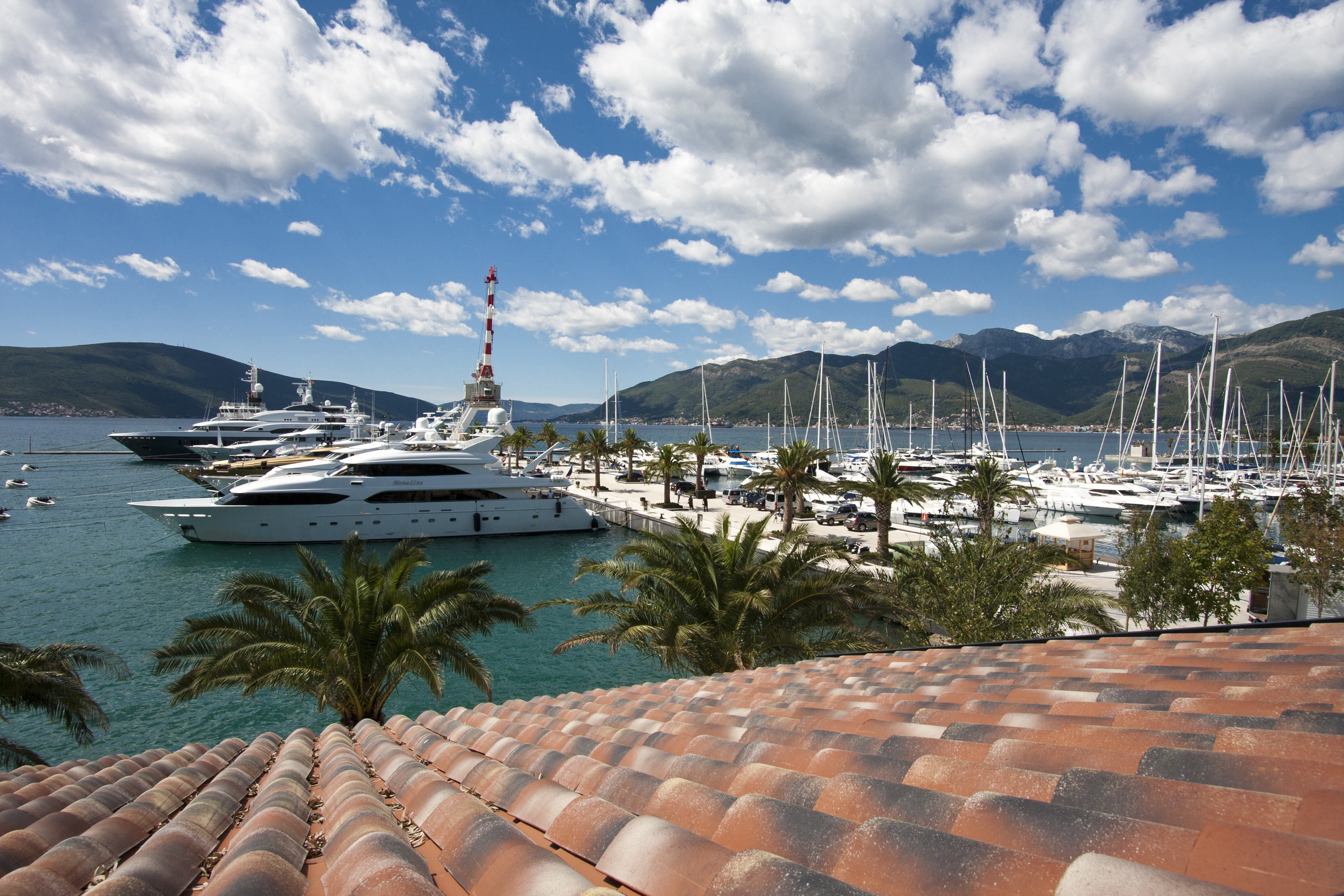
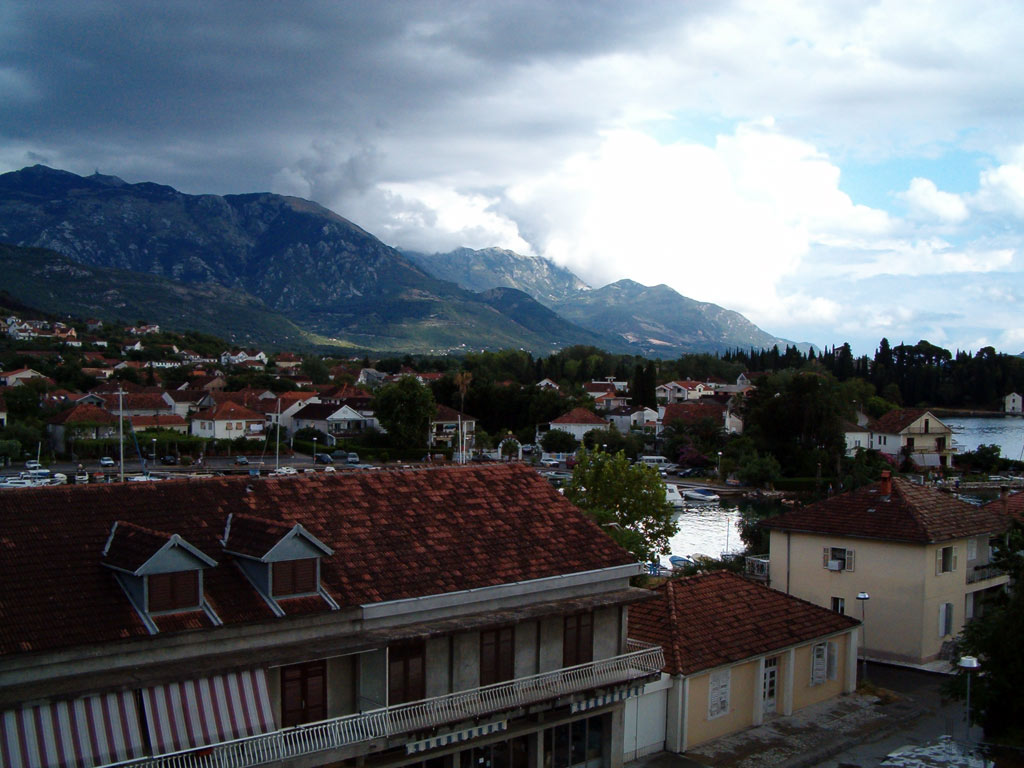